# Марі Бейлерян
Марі́  Бейлеря́н - Մառի Պեյլերեան (нар. в 1877 році в районі Константинополя, Бешикташ — 1915 невідомо) — діячка національно-визвольного руху, активістка, представниця вірменської інтелігенції, зачинателька вірменського феміністичного руху, жертва Геноциду. Марі Бейлерян зіграла важливу роль у політичному та літературному житті вірменського народу, але, на жаль, її ім'я на сторінках історії було забуте. Жінка була членом партії Гнчак.
Взяла участь в організації «Баб Алі» — демонстрації 1895, під час якої виступила з промовою, в якій закликала народ до революції.

## Біографія
Народилася в Бешикташі (Константинополь), навчалася в Нурінянській школі. Після закінчення школи вона стала викладачем у Yesayan School. Бейлерян також почала писати та зацікавилася  національними питаннями в юному віці. Її статті про соціальні та громадські ролі жінок: «Hay Aghchkats Gyanken» («Життя вірменських дівчат»), «Narekn u Narekatsin», а також статті з інших соціальних питань були опубліковані у періодичних виданнях «Аревелк» (Константинополь) та Ardzagank (Тіфліс).
Молода Марі відрізнялася своєю винятковою жіночою силою та волею. За деякими даними, у 15-річному віці Марі з’явилася в офісі партії «Хунчакян» і сказала, що хоче взяти участь в організації мирних протестів.
Вона заснувала літературне видання «Артеміса». Перед офіційним відкриттям її чоловік (активіст партії Гнчак  Аво Накашян) їздив до Вагаршапату, щоб просити благословення та дозволу Католікоса щодо Артеміси. Католикос не лише задовольнив це прохання, але й подав власні вірші до друку. Бейлеріан написала чудову передмову до них і опублікувала їх під заголовком «Verjaluysi Dzaynere» (Звуки на сутінках). Одночасно вона продовжувала свою педагогічну діяльність (в Олександрії та на Кіпрі).
«Артеміда» отримала широке розповсюдження та залучила внески провідних вірменських інтелектуалів, таких як В. Текеян, Е. Демірджибашян, З. Каламкірян та інші. Редактор включив на сторінки «Артеміди» твори гігантів міжнародної літератури (Гете, Толстой, Шеллі, Скотт). Через рік після проголошення Конституції 1908 року в Туреччині Бейлеріан повернулася додому. По дорозі в Смирну їй запропонували посаду керівника в школі Hripsimyan School (школа для дівчаток), а пізніше вона викладала у Вірменській школі Євдокії. Одночасно вона продовжувала писати, видаючи збірку своєї праці під назвою «Depi Ver» у 1914 році.

## Демонстрація «Баб Алі»
Демострація «Баб Алі» — мирна політична демонстрація на захист проєкту «Травневих реформ» 1895, організована партією Гнчак 18 вересня 1895 у Константинополі, в районі Баб Алі — резиденції султана. Підкреслюючи мирний характер  демонстрації, організатори заздалегідь попередили про її проведення. Посольства європейських країн прагнули запобігти розправі над демонстрантами. Вони склали петицію (автор — М. Таматян), витриману в дусі проєкту «Травневих реформ». Петиція містила вимоги проведення реформ адміністративно-територіального, економічного, судово-правового характеру. Висувалися також політичні вимоги: 
|  | «Ми вимагаємо законних прав, повністю гарантують безпеку нашого життя і майна, захист нашої честі і поваги. Ми вимагаємо свободи совісті, слова, друку і проведення зборів, рівності всіх перед законом » |

У демонстрації взяли участь близько 4 тис. осіб. Незважаючи на її мирний характер і запобіжні заходи, турецька влада розігнали демонстрантів, вчинивши над ними криваву розправу. По всьому Константинополю почався погром вірменів, було вбито близько 2 тис. людей.
Уникаючи переслідувань турецької поліції, Марі Бейлерян вирушила в Єгипет, де займалася викладацькою діяльністю.

## Творчість

### «Ардеміс»
Заснований в Єгипті «Ардеміс», щомісячний літературний періодичний випуск виходив до 1904 року і користувався популярністю серед вірменських жінок не лише з Вірменії, а й з діаспори. Основна мета видання — підвищити обізнаність про права жінок та сприяти освіті жінок. «Ардеміс» також сприяв благодійницькій діяльності. Бейлеріан, головний редактор журналу, своїми феміністичними редакціями, прогресивною думкою та кмітливістю мала б  здатність дивувати читачів навіть сьогодні. Журнал був відкритою платформою для будь-якої жінки, яка хотіла висловити себе, і був потужним способом досягти різних соціальних класів і дозволяти всім дискутувати та відкрито говорити про жіночі проблеми. Різні статті, опубліковані в журналі звичайними вірменськими жінками, надходили з таких міст як Тбілісі, Москва, Карс, Нор-Джуга, Нью-Йорк та Париж. Відомі письменники та громадські діячі, такі як Вахан Текеян, Єгіа Демірджібашіян, Зарухі Калемкарян та американська журналістка Еліс Стоун Блеквелл писали статті для Ардеміса. У другому випуску журналу «Ардеміс», яким керувала Марі Бейлерян, вона розповідала про вірменських жінок у їхній історії. І вона мала рацію, історія не дуже любила жінок. У Вірменії ця ситуація була загостреною, адже  жінок на сторінках історії справді не дуже видно. Вірменську жінку виставляли з міфологічним значенням як королеву на своєму троні поруч із чоловіком. Варто зазначити, що  імена вірменських жінок, що належать до знатних родин, які відігравали роль захисника у будівництві церков, написанні книг тощо, були зареєстровані. А от  імена багатьох жінок, які стали виробниками в галузі ідей та мистецтв, були забуті.

### «Історія вірменського жіночого письменства 1880—1992 рр.»
Автор визначає чотири основні теми, які висвітлював періодичний випуск: права жінки, освіта, материнство та зайнятість. Це були найважливіші проблеми, з якими стикалися жінки Вірменії протягом століть. Деякі з цих питань, такі як право жінки на освіту та працевлаштування і право жінки приймати рішення у своїй родині, досі залишаються актуальними у Вірменії 21 століття.

### «Погляд у минуле вірменської жінки»
Бейлерян відкрито розповідає про суворі реалії повсякденного життя вірменської жінки, критикуючи стосунки чоловіка і дружини та статус жінки в сім’ї.
|  | «Сімейне життя для вірменин було в минулому. Жінка була змушена бути тінню, нічого більше. Молодому чоловікові вважалося ганебним говорити відкрито, привітно і з любов'ю до дружини. Якби він наважився, оточуючі називали б його „жінкоподібним“. Він би їх дорікав і ображав. Якщо він мав щось важливе сказати дружині, він зробив це, не дивлячись на її обличчя » |

### "Zavagy" («Дитина»)
Це короткий маніфест, присвячений правам вірменської жінки.
|  | Ми, вірменські жінки, бачимо більше труднощів і свавілля, ніж інші. Цивілізація ледь послабила наші ланцюги рабства. А провінційна вірменка все ще ридає під тим же тяжким тягарем ... Ми помірковані у своїх вимогах, хоча усвідомлюючи, що у нас є рівні права, ми погоджуємось їх модерувати. Ми жорстоко боремося з цими забобонами, які мучать нас століттями і сьогодні загрожують нашому добробуту. Ми вимагаємо мати право любити повністю і вільно; ми маємо право вибирати без примусу і з вільної волі свого партнера по життю, чиє серце пов'язане з нашим. Ми маємо право вільно висловлюватися та розкривати свої сміливі думки щодо всіх питань, що стосуються комунального життя. Ми вільні в своєму сімейному житті, вільні та незалежні у своїй діяльності та думках, вільні переслідувати будь-яку ідею чи мету, яка нам красива. Коротше кажучи, ми вільні у всьому чистому і вільному від упереджень, і допускаємо те, що є етичним і не шкодить роботі виховання наступного покоління. |

## «Ідея зайнятості»
В одній зі своїх редакцій Бейлерян стверджувала, що одна з причин низького статусу жінки в сім'ї — це те, що вона просто не заробляє гроші. Марі вважала, що протягом усього часу економічні фактори сильно впливають на те, як жінки сприймаються в суспільстві. Вона пише:
|  | «Дотепер зайнятість жінок розглядалася як щось, що відчужує, послаблює. Це коріння забобонів. Люди голодні, але не дозволяють жінкам працювати. Вони все ще сприймають це як образу для своєї чоловічості » |

У віці 12 років хлопчики змогли працювати та допомагати батькам, ставши тим самим рукою допомоги сім’ї. За словами активістки, це було однією з причин, коли їх завжди вітали в сім'ї. Щодо того, як мати дівчину, батьки завжди хвилювалися, оскільки знали, що для того, щоб підготувати її до шлюбу, вони повинні дати їй гідне придане. Більше того, народження дівчинки було ганебним для нареченої. Марі зазначила, що це характерно не тільки для вірмен: «Ненависть до дівчат була поширеною в азійських країнах». За словами відомої діячки, одним із рішень цієї проблеми було працевлаштування для жінок. До жінок ставилися б однаково і цінувались як чоловіки, якби вони заробляли гроші і ділили тягар сім'ї. «Зайнятість — це наш порятунок», — пише Марі в одній зі своїх редакцій. Марі наголосила, що вірменські жінки вже дуже наполегливо працювали у своїх домашніх господарствах; вони готували їжу, чистили, сушили фрукти, доглядали за дітьми, шили постільну білизну, прали білизну і навіть допомагали своїм чоловікам на полях, коли бракувало працівників. Однак, оскільки їм не платили, їхню працю не оцінювали як роботу. Бейлерян пов'язувала необхідність працевлаштування з політичною ситуацією у вірменських провінціях. Перебуваючи у вигнанні, вона розповіла про важливість зайнятості жінок як способу заробляти на життя, куди б їх не взяла доля.

## Псевдонім
На початку своєї творчості Марі Бейлерян друкувала свої твори під псевдонімом «Каліпсо».